# Dragomir Cioroslan
Dragomir A. Cioroslan (ur. 15 maja 1954 w Klużu-Napoce) – rumuński sztangista startujący w kategorii do 75 kg, medalista olimpijski i mistrzostw świata (w dwuboju uzyskał jeden medal, zdobył też dwa małe medale za rwanie).

## Życiorys
Uczęszczał do lokalnej szkoły podstawowej i liceum. Był chorowitym dzieckiem, lekarze zalecali mu aby uprawiał więcej sportu. Zainteresowało go podnoszenie ciężarów, które zaczął trenować w wieku 14 lat. Niebawem został zarejestrowany w tamtejszym klubie w sekcji podnoszenia ciężarów, zaś mając 18 lat został zawodnikiem Steauy Bukareszt. W latach 1973–1984 udało mu się zdobyć 10 tytułów mistrza Rumunii, był też niejednokrotnie młodzieżowym mistrzem kraju.
Wystąpił na mistrzostwach świata w Moskwie w 1975 roku, w której zajął ósme miejsce. Rok później startował zawodach w ramach igrzysk olimpijskich w Montrealu (wówczas igrzyska olimpijskie były również zawodami o mistrzostwo świata). W rwaniu Rumun uzyskał 142,5 kg i był to czwarty wynik wraz z reprezentantem NRD Wolfgangiem Hübnerem. W podrzucie uzyskał 177,5 kg i był to ponownie czwarty wynik (taki sam miało jeszcze trzech innych atletów). W dwuboju uzyskał 320 kg i początkowo zajął czwarte miejsce.
W organizmie Rumuna wykryto jednak niedozwolony środek dopingujący – fenkamfaminę, która stosowana jest jako stymulant. Cioroslan został pierwszym olimpijczykiem reprezentującym Rumunię, którego przyłapano na stosowaniu dopingu.
Przez kolejne trzy lata nie startował na mistrzostwach świata. Wystąpił dopiero na igrzyskach w Moskwie w 1980 roku, w których zajął piąte miejsce (140 kg w rwaniu i 182,5 kg w podrzucie; łącznie 322,5 kg w dwuboju). W 1981 roku, na mistrzostwach świata w Lille zajął siódme miejsce (145, 180; w dwuboju 325 kg), rok później zajął najwyższe jak do tej pory czwarte miejsce z wynikiem 342,5 kg w dwuboju, a podczas mistrzostw świata w Moskwie w 1983 roku powtórzył swój wyczyn sprzed roku, uzyskując jednak lepszy wynik w dwuboju (352,5 kg). W rwaniu zdobył brązowy medal z wynikiem 152,5 kg. Największy sukces odniósł jednak w 1984 roku, kiedy wywalczył brązowy medal na igrzyskach olimpijskich w Los Angeles z wynikiem 147,5 kg w rwaniu i 185 kg w podrzucie, co dało łącznie 332,5 kg. Zdobył także mały medal mistrzostw świata w rwaniu (trzecie miejsce).
W swojej karierze Cioroslan zdobył także dwa małe medale na mistrzostwach Europy (ME 1979 i ME 1983).
Po igrzyskach w Los Angeles zakończył karierę, zostając jednym z trenerów ekipy narodowej. Do 1990 roku pracował również w Rumuńskiej Federacji Podnoszenia Ciężarów.
W 1987 roku dostał propozycję poprowadzenia amerykańskiej kadry sztangistów. Wyleciał do Stanów Zjednoczonych w 1990 roku, jednak na stanowisko trenera został mianowany dwa lata później. Przez dwanaście lat był trenerem amerykańskich sztangistów (1992–2004). W 2005 roku wybrany wiceprezydentem Międzynarodowej Federacji Podnoszenia Ciężarów. W październiku 2006 roku został zatrudniony w Amerykańskim Komitecie Olimpijskim.
Żonaty, ma dwie córki. Oprócz ojczystego języka rumuńskiego, biegle zna również angielski, francuski, rosyjski i węgierski.